# 大島町立さくら小学校
大島町立さくら小学校（おおしまちょうりつ さくらしょうがっこう）は、東京都大島町（伊豆大島）にある公立の小学校。

## 概要
- 本校は、北の山・岡田・泉津の3小学校が統合され、開校した学校である。

## 沿革
- 2005年（平成17年）
  - 4月1日 - 北の山・岡田・泉津の3小学校を統合し、岡田字長坂に木造校舎として開校。
  - 4月6日 - 開校式挙行。
- 2006年（平成18年）
  - 2月25日 - 体育館落成記念式典挙行。同日、さくら小学校校歌発表会も行われた。
  - 9月24日 - 給食配膳室前の風雨防御用屋根完成。同日、校庭観覧席全面芝張り完了。
- 2009年（平成21年）
  - 1月28日 - サブグラウンド前町道の舗装完了。
  - 3月28日 - パソコン教室にパソコン増設（10台）。
- 2010年（平成22年）
  - 3月19日 - 職員室等にパソコン増設。
  - 3月31日 - サブグラウンド芝生化工事完了。
  - 5月14日 - 芝生化維持管理隊設置。
  - 7月28日 - 心の教室ACドレン改修工事完了。
- 2011年（平成23年）8月10日 - パソコン教室パソコン入れ替え（33台）、特別支援学級パソコン設置。
- 2012年（平成24年）6月1日 - さくら小学校・第二中学校プール改修工事完了。

## 学区
出典
- 岡田・泉津・元町（字赤禿・字地の岡・字アイノウ・字上山・字津倍付・字風待・字仲中・字北の山・字野地・字佐吾右衛門野地・字鼡ツド）

## 周辺
- 東京都道208号大島循環線
- 大島町立第二中学校 - 主な進学先でもあり、学区も同一。

## アクセス
- 大島バス大島公園ライン「さくら小学校入口」バス停下車後、徒歩約270m・約4分
- 東海汽船
  - 岡田港から、上述の路線バスで、「さくら小学校入口」バス停まで8分、下車後徒歩。
  - 元町港から、上述の路線バスで、「さくら小学校入口」バス停まで15分、下車後徒歩。
- 大島空港から、上述の路線バスで、「さくら小学校入口」バス停まで5分、下車後徒歩。